# پسر جهنمی (کمیک)
پسر جهنمی (به انگلیسی: Hellboy) یک شخصیت خیالی ابرقهرمان که توسط نویسنده-طراح مایک میگنولا خلق شده‌است که در کتب کامیک دارک هورس کامیکس وجود دارد و برای اولین بار، در شمارهٔ ۴ مجلهٔ سکه مطبوعات (Dime Press) (مارس ۱۹۹۳) معرفی شد.

## در رسانه‌ها
در سال ۲۰۰۴ اولین فیلم بر اساس این شخصیت به نام پسر جهنمی (فیلم ۲۰۰۴) به کارگردانی گیرمو دل تورو و با نقش آفرینی ران پرلمن ساخته شد و نقدهای مثبتی دریافت کرد. در سال ۲۰۰۸ دنباله این فیلم به نام پسر جهنمی ۲: ارتش طلایی ساخته شد. در سال ۲۰۱۹ سری جدید پسر جهنمی به نام پسر جهنمی (فیلم ۲۰۱۹) به کارگردانی نیل مارشال و با بازی دیوید هاربر ساخته شد که نقدهای منفی دریافت کرد. سال ۲۰۲۴ نیز یک فیلم دیگر از این شخصیت به کارگردانی برایان تیلور و با بازی جک کسی اکران شد که نقدهای متوسط همراه بود. دو انیمیشن سینمایی به نام‌های پسر جهنمی: شمشیر طوفان و پسر جهنمی: خون و آهن به کارگردانی تد استونز و ویکتور هوک در بین سال‌های ۲۰۰۶ و ۲۰۰۷ ساخته شدند. انیمیشن شمشیر طوفان در سال ۲۰۰۷ نامزد دریافت جایزه امی شد. از بازی‌های ویدئویی می‌توان به بازی پسرجهنمی: سگ‌های شب، پسر جهنمی: دانش شیطان و بی‌عدالتی ۲ اشاره کرد. 

## زندگینامه ساختگی شخصیت

### پدر و مادر و زادگاه
پسر جهنمی در حقیقت فرزند یک ساحره به‌نام سارا هیوز و یک شیطان به‌نام عزازیل با نام اصلی اَنِنگ آن راما به‌دنیا آمد. سارا یک جادوگر قرن هفدهمی و از نوادگان شاه آرتور بود، او عادت با یک شیطان که در هیبت بز با نام عزازیل به سمت مراسم شبات پرواز کند و در سال ۱۵۷۴ با آن عزازیل ازدواج کرد ولی بعد از گذشت چند سال به‌خاطر بدنیا آوردن نوزادهایی که درون رحم او مرده بودند ایمانش را نسبت به عزازیل از دست داد و به‌خاطر پیری و کهولت سن و این‌که چیزی به پایان عمرش باقی نمانده بود به یک کلیسا در وست برومویچ شرقی (همان‌جایی که پسر جهنمی در آن احضار شد) رفت و از کشیش و راهب آن‌جا تقاضای آمرزش و توبه کرد و قبل از مرگش از آن‌ها خواست که تابوت او را با یک زنجیر مقدس مهر و موم کنند تا دست شیطان به او نرسد ولی عزازیل نمی‌توانست عروسش را انکار کند و به همین دلیل به آن کلیسا رفت و بعد از آن‌که کشیش و راهب را از بین برد تابوت سارا را باز کرد و او را به جهنم برد و به او گفت که فرزند مورد علاقه‌اش درون رحم اوست و به زودی وارث او خواهد شد و بعد از آن سارا دوباره به عزازیل ایمان آورد و بعد از آن عزازیل اسم اِنِنگ اون راما (به معنی نابودگر دنیا) و را روی آن گذاشت ولی از همان بدو تولد دست راست او را قطع کرد و یک دست سنگی بزرگ (به‌نام دست نابودی) را را جایگزین آن کرد، این دست در واقع متعلق به آنوم یکی از محافظان کره زمین بود و کسی بود که آگدرو جهاد را به‌وجود آورد ولی بعد از گذشت زمان آنوم احساس خطر کرد و آگدرو جهاد (که به اژدهای هفت‌سر نیز معروف بود) را درون یک زندان سنگی حبس کرد ولی بدن آنوم به کلید زندان آگدرو جهاد تبدیل شد و همین موضوع باعث ترس بقیه نگهبانان شد و نه تنها باعث شد آنوم مورد محاکمه نگهبانان قرار گیرد بلکه توسط نگهبانان نیز از بین رفت ولی تنها چیزی که از بدنش باقی ماند دست راست او بود که بدون آن‌که کسی متوجه آن شود در جهنم سقوط کرد و عزازیل بعد از پیدا کردن دست به این دلیل آن را با دست پسر جهنمی پیوند داد چون می‌دانست که این دست کلید آزادی آگدرو جهاد و نابودی کره زمین است.

### احضار او به زمین
در سال ۱۹۳۷ که دو سال تا شروع جنگ جهانی دوم فاصله داشت نازی‌ها قصد داشتند به هر طریقی که شده در جنگ پیروز شوند، در همان سال گریگوری راسپوتین (راهب ماجراجو و مشاور خاندان تزار در روسیه) که تصور می‌شد مرده‌است بعد از آن‌که توسط هاینریش هیملر پیدا شد و راسپوتین بعد از آن‌که قول فتح جهان را به هیملر داد، به همدست نازی‌ها تبدیل شد و بعد از این اتفاق هیملر یک گروه (متشکل از:الیسا هاپستاین، لئوپولد کراتز، کارل روپرت کرونن) در اختیار راسپوتین گذاشت که همهٔ آن‌ها زیر نظر راسپوتین، پروفسور هرمان ون کلمپت و ژنرال کلاوس ورنر ون کراپت) فعالیت خود را برای شروع پروژه رگناروک آغاز کردند، تا این‌که در دسامبر سال ۱۹۴۴ زمانی که آلمان در وضعیت بسیار بدی قرار گرفته بود ولی هیتلر همچنان سودای فتح جهان را در سر داشت دستور داد که پروژه رگناروک در یک جزیره کوچک در شمال اسکاتلند راه‌اندازی شود، این پروژه در واقع یک دستگاه برقراری ارتباط و احضار یک موجود از جهنم بر روی زمین بود و آن‌ها می‌خواستند با این کار در جنگ جهانی دوم پیروز شوند، ولی همزمان یک گروه کوچک از محققان فراطبیعه (که تشکیل شده از:پروفسور ترور بروتن هولم، پروفسور مالکوم فراست، یک قهرمان معروف آمریکایی به نام torch of liberty و یک ماوراشناس انگلیسی به‌نام بانو سینتیا) به همراه یک گروه سرباز از ارتش آمریکا به یک کلیسای متروکه در وست برومویچ شرقی رفتند چون بانو سینتیا پیش‌بینی کرده بود که یک اتفاق وحشتناک پیش خواهد آمد، در همین زمان راسپوتین به همراه گروهش عملیات را آغاز می‌کنند ولی یک اشتباه بزرگ پیش می‌آید. آن‌ها تمام مراحل برقراری ارتباط و احضار را به درستی پیش رفته‌اند ولی موجود مورد نظرشان به جای آن‌که در مقر نازی‌ها احضار شود به‌طور تصادفی در همان کلیسای متروکه واقع در وست برومویچ احضار می‌شود، همه چیز با یک انفجار بزرگ آغاز می‌شود و در همان لحظه تمام اعضای گروه قصد کشتن آن موجود (که در واقع همان پسر جهنمی است) را دارند بنا به اصرار ترور بروتن هولم آن‌ها از کشتن صرف نظر می‌کنند و در همان شب ترور بروتن هولم نه تنها آن موجود را به فرزندخواندگی خود قبول کرد بلکه اسم اورا پسر جهنمی گذاشت.

### دوران کودکی
پسر جهنمی بعد از پایان که به فرزند ترور بروتن هولم تبدیل شده بود به همراه پدرش به یک پایگاه هوایی در ایالت نیومکزیکو سفر کرد و تا سال ۱۹۵۲ در آن‌جا زندگی کرد، در سال ۱۹۵۲ پسر جهنمی به دستور دولت ایالات متحده به یک عضو اداره دفاع و تحقیقات ماوراءالطبیعه واقع در ایالت کنتیکت و بعد از گذشت چند سال به یک عضو ارشد تبدیل شد و همچنین لقب بهترین مأمور ماوراءالطبیعهُ دنیا را به او دادند.

### ویژگی و قدرت‌ها
پسر جهنمی (نام اصلی آنانگ اون راما) فرزند یک ساحره و یک شیطان به‌نام عزازیل است، مادر او از نوادگان شاه آرتور است و بدین واسطه نه تنها پسر جهنمی پادشاه بر حق انگلستان و از نسل شاه آرتور است بلکه لایق استفاده از شمشیر معروف شاه آرتور یعنی اکس‌کالیبور نیز هست، ولی با این وجود او خودش را یک آمریکایی با مذهب کاتولیک می‌نامد، پدر پسر جهنمی یعنی عزازیل معتقد بود که پسرش وارث حاکمیت بر جهنم را دارد و به همین خاطر تاج آخرالزمان را در زمان کودکی پسر جهنمی برای او به ارث گذاشت و هر وقت پسر جهنمی نام واقعی خود را می‌گوید شاخ‌هایش رشد کرده و تاج بر روی سر او ظاهر می‌شود، پسر جهنمی یک‌نیمه انسان/شیطان است، با ۲ متر قد و دارای پوستی قرمز، دُم بلند، شاخ‌های تراشیده شده‌است، بدن پسر جهنمی به‌دلیل این‌که او در جهنم به‌دنیا آمده در برابر هرگونه حریق یا آتش‌سوزی مقاومت بسیار بالایی دارد، سن و سالش به هیچ عنوان با عقل جور در نمی‌آید، آهنگ رشد او بسیار کند است و تقریباً طول عمر نامحدودی دارد به گونه‌ای که در یکی از داستان‌های پسر جهنمی به‌نام پنکیک او دو سال سن بیشتر نداشت ولی به اندازه یک کودک ۱۰ ساله عاقل و بزرگ به‌نظر می‌رسید، اکثر شیاطین داستان‌های پسر جهنمی چیزی نزدیک به هزار سال عمر می‌کنند ولی تئوری‌هایی وجود دارد که پسر جهنمی به‌دلیل این‌که نیمه انسان/نیمه شیطان است ممکن است طول عمر کمی نسبت به بقیه شیاطین داشته باشد، او در کودکی توانایی برقراری ارتباط با
سگ‌ها را نیز داشت ولی با بالا رفتن سنش این توانایی محو شد، او دارای قدرت بدنی بسیار بالایی است به گونه‌ای که می‌تواند یک درخت را فقط با یک دست از ریشه بکند. همچنین دارای زوددرمانی بسیار قوی است به گونه‌ای که جراحت‌هایش در عرض پنج دقیقه درمان می‌شود، هر بلایی که فکرش را بکنید به سرش آمده ولی باز هم سالم مانده، از دره‌های بلند به پایین پرت شده، نیزه، شمشیر و … در بدنش فرورفته، توسط گرگینه و شیاطین دریده شده، گلوله‌های سنگین به او شلیک شده، شکنجه شده ولی باز هم جان سالم به‌در برده‌است. اگرچه در داستان‌های پسر جهنمی او نقطه ضعف ثابتی نداشته ولی خودش اعتراف کرده که در صورتی که به مرز شرارت برسد می‌توان او را کشت. از طرفی پسر جهنمی دو ابرقدرت بسیار مهم دارد که این دو را به هیچ عنوان نمی‌توان نادیده گرفت:
1. دست راست سنگی.
2. تفنگ او.

بدنهٔ تفنگ پسر جهنمی از ناقوس کلیسا ساخته شده و به دلیل بزرگ بودن تفنگش همیشه از گلوله‌های بزرگ‌تر و با آسیب‌پذیری بسیار بالا استفاده می‌کند و در کنار گلوله‌های معمولی از گلوله‌هایی از جنس نقره و با ترکیبی از آب مقدس و یک سری گیاهان نیز استفاده می‌کند. (اگرچه او خودش اعتراف کرده که در تیراندازی و هدف‌گیری بسیار ضعیف است و ترجیح می‌دهد که کلک دشمنانش را با دست خالی بکند.
دست راست سنگی او که به دست راست نابودی نیز معروف است در واقع متعلق به آنوم یکی از محافظان کره زمین بود که همان‌طور که ذکر شد، بعد از آن‌که کشته شد تنها دست راستش باقی مانند که بلافاصله در جهنم سقوط کرد و بعد از آن عزازیل پدر واقعی پسر جهنمی دست راست او را قطع کرد و این دست را به جایش پیوند زد زیرا معتقد بود که این دست کلید آزاد آگدرو جهاد و نابودی کره زمین است.